# Немања Шаровић
Немања Шаровић (Београд, 28. децембар 1974) је српски политичар и новинар. Бивши је народни посланик и бивши заменик председника Српске радикалне странке. Тренутно је новинар на КТВ телевизији.

## Биографија
Немања Шаровић је рођен од оца Блажа и мајке Вере (девојачко Ђурић). Пореклом су из Херцеговине.
Завршио је Прву београдску гимназију и дипломирао на Правном факултету у Београду.
Пре бављења политиком радио је у једној познатој београдској адвокатској канцеларији, и три године у Првом општинском суду.
Током 2004. године изабран је за члана Председничког колегијума и Централне отаџбинске управе Српске радикалне странке.
Немања Шаровић је помињан у медијима 2005. године, како је у Скупштини наплаћивао путне трошкове за путовање у Врање, где је и формално становао, а пре тога је живео у Београду, као и током предизборне кампање када је у јануару 2008. године повређен од стране непознате особе, испред ресторана „МекДоналдс“, ударцима кроз прозор аутомобила. Сведочио је тада да га је ударила демократска песница, јер је српски патриота.
Председник је Градског одбора Српске радикалне странке у Београду од 2004. године, и шеф одборничке групе у локалном парламенту од 2008. године. Био је кандидат за генералног секретара СРС након одласка Александра Вучића са те функције, али он није изабран на то место већ Елена Божић-Талијан.
У периоду од 2007—2008. године био је народни посланик у Народној Скупштини Републике Србије изабран на листи Српска радикална странка – Др Војислав Шешељ.
У јулу 2020. године је напустио Српску радикалну странку.
Био је ожењен од 24. септембра 2011. народном посланицом Александром Илић из Нове Србије.

## Новинарство
Од 2023. године Шаровић извештава за КТВ Зрењанин, а популарност је стекао сатиричним извештавањем о скуповима СНС и интервјуима са њеним члановима. Немања је КТВ Зрењанин назвао „једином слободном телевизијом у Србији“.